# Linux MCE

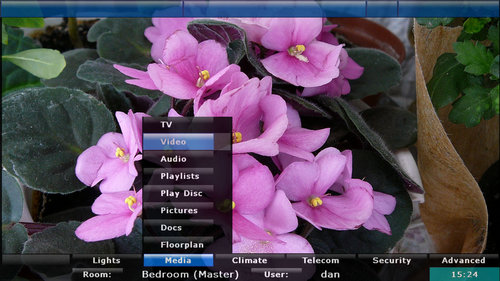
Gränssnittet på Linux MCE.

Linux MediaCenter är ett multimediagränssnitt för Linux-distributionen Ubuntu.
Programpaketet innehåller:
- En server för hantering av musik, film och tv, plus en digital videoinspelare och en dvd-spelare.
- Ett hemautomatiseringssystem för att kontrollera hemmet med bland annat bluetooth-mobiltelefoner.
- Ett telefonsystem med videokonferenssystem.
- Ett säkerhetssystem som skickar film live från hemmet till ens mobil.
- En hem-pc-lösning.

Det kan bland annat kontrollera lampor, datorer, termostater med mera genom en mjukvarubaserad fjärrkontroll som kallas Orbit. Orbit kan installeras på de flesta mobiltelefoner, datorer och IR-fjärrkontroller.
En funktion är "stalking media", som aktiveras genom att en bluetoothmottagare som till exempel en mobiltelefon bärs med användaren och mediet som spelas i Linux Media Center "följer efter" användaren.